# Шотландское правительство
Правительство Шотландии (англ. Scottish Government, гэльск. Riaghaltas na h-Alba) — высший орган исполнительной власти Шотландии, созданный в 1999 году в результате процесса деволюции власти в Великобритании и соответствующего референдума в Шотландии от 1997 года.
Изначально наименовался как Шотландский исполнительный орган (англ. Scottish Executive), но после реформы в 2007 году был переименован в Правительство Шотландии.
Правительство состоит из Шотландских министров — термин, употребляющийся для описания их коллективной правовой функции — реализации политики, принятой в соответствии с законодательством Парламента Шотландии, в рамках, обозначенных законом о Шотландии 1998 года (и его соответствующими изменениями в 2012 и 2016 гг.), а также в пределах существующих королевских прерогатив (в праве Короны Шотландии).

## История
Основанное в 1885 году Министерство по делам Шотландии (англ. Scotland Office), возглавлявшееся государственным Секретарём при правительстве Её Величества, традиционно представляло ограниченные интересы Шотландии в британском правительстве и выполняло указания британского правительства в Шотландии, а также контролировало работу отраслевых ведомств по делам Шотландии, созданных в XIX веке. Причём большая часть этих функций перешла к центральному ведомству не столько от центральных органов власти, сколько от органов местного управления Шотландии, как результат их укрупнения в связи с процессом индустриализации.
В соответствии с Актом о Шотландии 1998 года, все эти функции перешли к вновь созданному Шотландскому исполнительному органу (англ. Scottish Executive), который возглавило первое коалиционное правительство лейбористов и либеральных демократов. С победой на выборах в парламент Шотландской национальной партии (ШНП) в 2007 году, правительство ШНП последние 14 лет формировало все последующие правительственные администрации, а также реализовывало соответствующую политику самоуправления и автономизации Шотландии в Соединённом Королевстве.

## Кабинет министров

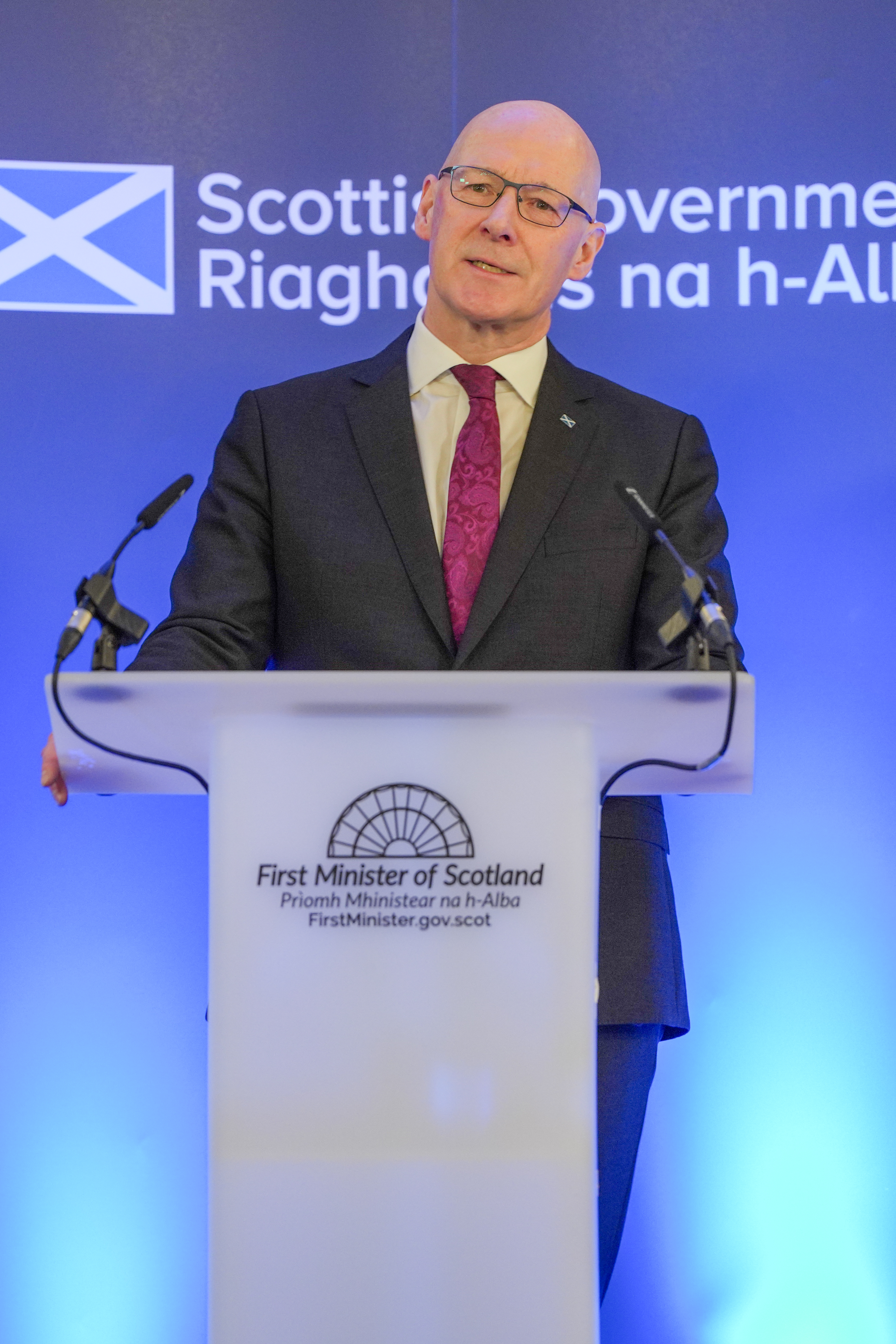
Первый Министр Шотландии, Эдинбург, 2024 г.

Кабинет министров ответственен за координацию политики между различными департаментами правительства. Секретариат кабинета, расположенный в здании Ст. Эндрюс (англ. St. Andrews House) в столице Шотландии — Эдинбурге, способствует выполнению этих функций. В период заседаний Парламента,  кабинет проводит еженедельные заседания. В настоящий момент кабинет состоит из Первого министра, его заместителя и 10 остальных министров, а также имеет два подкомитета:
- подкомитет по законодательной деятельности
- подкомитет по кризисоустойчивости (англ. Scottish Government Resilience Room (SGoRR))

Кабинет также включает в свой состав назначаемых первым министром и утверждаемых монархом Лорда-Адвоката (фактически занимающего пост министра юстиции в правительстве и, одновременно, являющегося старшим юридическим советником правительства Шотландии и правовым представителем Короны) и его заместителя — главного стряпчего (по вопросам права Шотландии).
В состав правительства также назначаются так называемые младшие министры, курирующие специализированные области политики или проекты. В отличие от Британского правительства, министры не возглавляют соответствующие министерства. Все операционные функции правительства находятся в ведении шести Генеральных директоратов, возглавляемых генеральными директорами и состоящих из служащих государственной службы Великобритании (находящихся в прямом подчинении шотландского правительства).
По результатам выборов в 2021 году, ШНП и партия Зелёных образовали парламентскую коалицию, в результате которой в состав правительства было введено два новых министра от партии Зелёных. 25 апреля 2024 года партия Зелёных вышла из коалиции, из-за чего было образовано правительство меньшинства ШНП.

## Сфера полномочий

Герб правительства Шотландии в Соединённом Королевстве, использующийся на некоторых правительственных зданиях в Шотландии, а также на официальных правительственных документах и законодательных актах

По официальному утверждению правительства Великобритании, Шотландия имеет два правительства. Однако, в соответствии с практикой судебного прецедента и неписаной конституцией Великобритании, шотландское правительство и его министры не только независимы от правительства Великобритании, но и наделены королевской прерогативой, напрямую представляя верховную государственную власть Короны в Шотландии. Правовая неопределённость, связанная с существующим дуализмом верховной исполнительной власти Короны в Шотландии по-прежнему вызывает глубокие межправительственные разногласия, усилившиеся со времени выхода Великобритании из ЕС и последовавшей пандемией коронавируса.
Правительство страны отвечает за все вопросы, переданные в компетенцию Парламента Шотландии в соответствии с Актом о Шотландии 1998 года, включая: 
- здравоохранение
- образование
- юриспруденцию
- судебные и правоохранительные органы
- выборы в Шотландии
- распоряжение и управление государственным имуществом, прибрежной зоной и недрами
- сельское хозяйство
- охрану окружающей среды
- внутренний транспорт
- налогообложение (частично)
- социальное обеспечение
- государственный заём (ограничен)

После поправок в закон от 2016 года, правительство получило дополнительные компетенции в налогообложении и государственных займах. Однако вопросы, касающиеся управления Великобританией в целом, по-прежнему остаются в исключительной компетенции Парламента Великобритании и включают в себя:
- некоторые конституционные вопросы
- оборону
- внешнюю политику
- торговлю
- телекоммуникации
- регулирование энергетического рынка
- налогообложение (частично)
- социальные выплаты (частично)

Несмотря на то, что международные связи остаются в исключительной компетенции правительства Великобритании (в части международных отношений, касающихся непосредственно Соединённого Королевства), правительство Шотландии в последние годы продолжает развивать собственную политику международных отношений, нацеленных, прежде всего, на дальнейшую интеграцию страны в ЕС и продвижение прав человека.

## Правительственные агентства и исполнительные неправительственные организации
Правительство насчитывает 9 исполнительных агентств, ответственных за работу правительственных департаментов. Также существует два отдельных агентства, подотчётных Парламенту Шотландии, а не правительству: Главный государственный архив Шотландии (англ. General Register Office for Scotland) и Регламентирующий орган надзора за благотворительными организациями (англ. Office of the Scottish Charity Regulator).
Правительство Шотландии также ответственно за организацию и финансирование (через целевые субсидии) целого ряда полуавтономных неправительственных организаций, формально находящихся в структуре гражданской службы. В их числе: Казначейская служба Шотландии, Инспекторат Констабулярии Её Величества в Шотландии, Национальная библиотека Шотландии, Национальная галерея, Королевский ботанический сад Эдинбурга, и прочие.
В соответствии с законом парламента Шотландии от 2020 года, правительство учредило государственный Национальный инвестиционный банк, задачей которого является финансирование крупных проектов государственного развития Шотландии, а также поддержки дотационных бюджетных сфер.

## Международные представительства

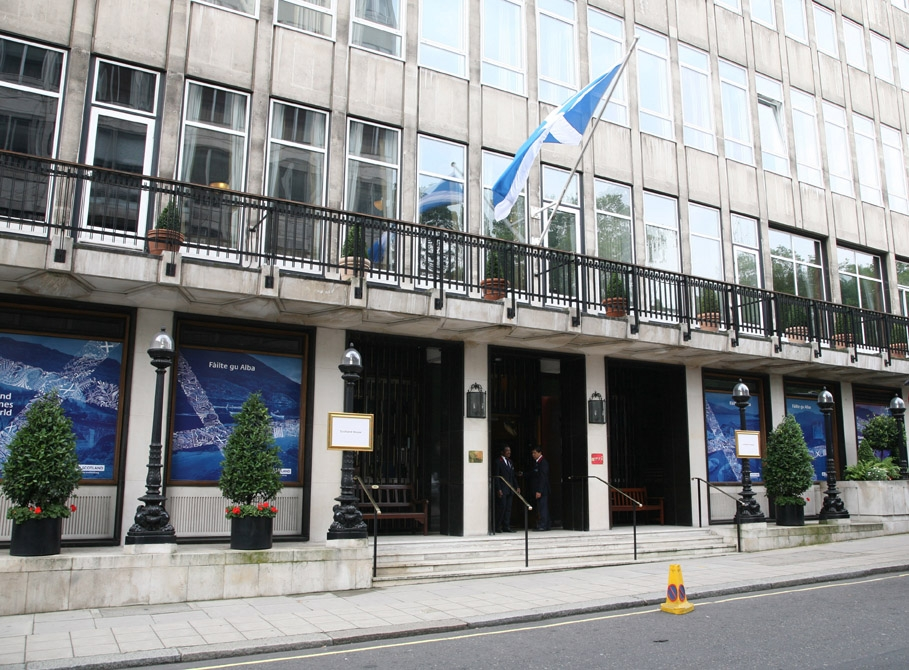
Шотландия-хаус в Лондоне, 2012 г.

Традиционно (в рамках системы государственной службы Великобритании) шотландское правительство и по сей день имеет своё представительство в Брюсселе (англ. Scotland House), поддерживающее отношения с Европейским Союзом и Советом Европы. Также имеются официальные бизнес-представительства Шотландии при посольствах Великобритании в Вашингтоне, Оттаве, Дублине, Берлине, Париже и Пекине.

## Внешние ссылки
Официальный сайт
Агентство экономического развития
Агентство международного развития
Национальный инвестиционный банк